# Marjan Jakopič
Marjan Jakopič, slovenski pesnik, * 6. oktober 1923, Ježica, † 24. april 1978, Cleveland.
V Ljubljani se je po končani dveletni trgovski šoli zaposlil pri podjetju Prevod. Leta 1945 je kot begunec odšel na avstrijsko Koroško, 1951 pa se preselil v Združene države Amerike. Pesmi je objavljal v zdomskih publikacijah, med drugim tudi v Zborniku Svobodne Slovenije. Samostojno je objavil dve pesniški zbirki v katerih je zbral razpoloženjske pesmi s tradicionalno motiviko slovenskih pokrajin; pogosto upesnjevan arhajični domačijski svet je dopolnjeval z motiviko ljubezni do matere, doma in družine.

## Izbrana bibliografija
- Romanja pod sončnim lokom (COBISS)
- Vrbova piščal (COBISS)